# Línia internacional de canvi de data

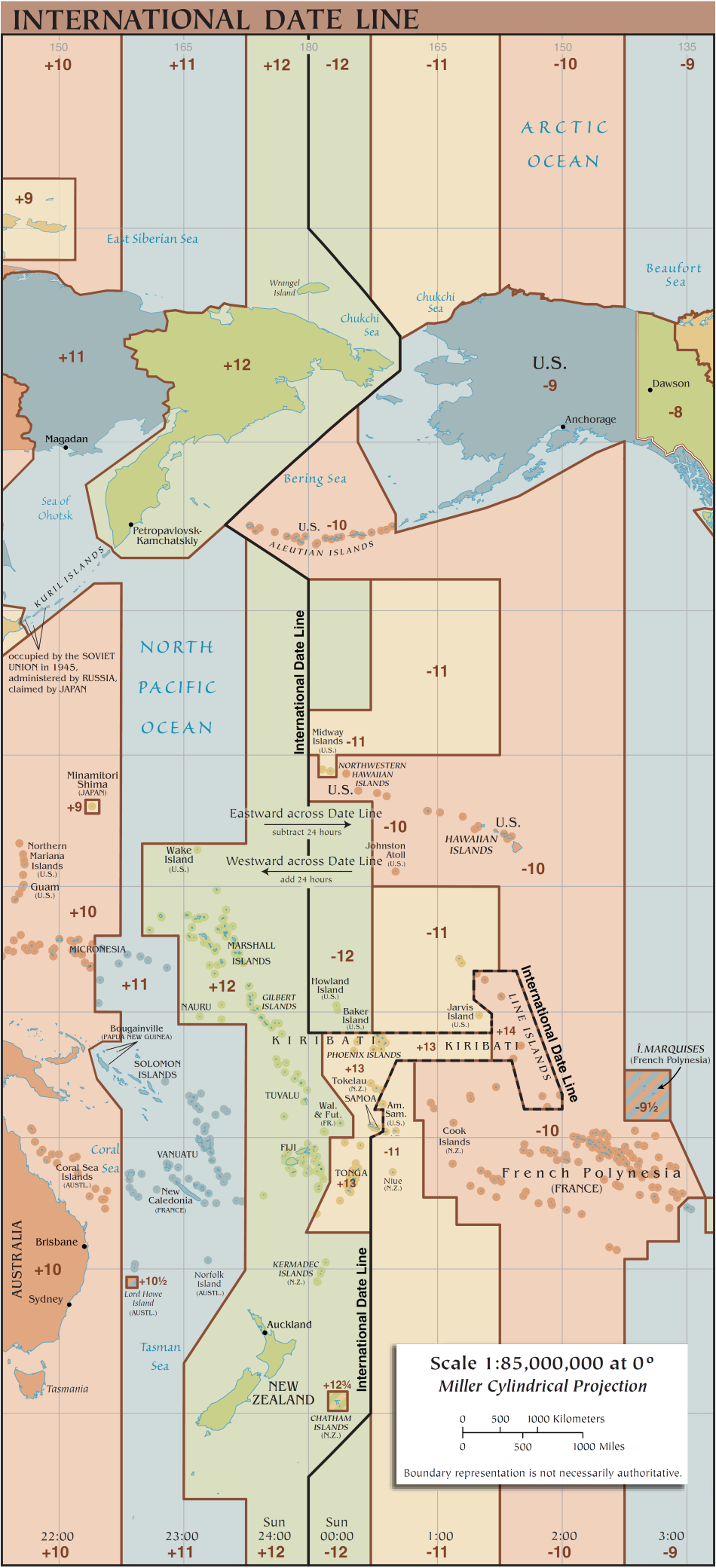
La línia internacional de canvi de data

La Línia Internacional de canvi de data és una línia irregular imaginària en la superfície de la Terra traçada sobre l'oceà Pacífic, pròxima al meridià 180°, que quan es creua, suposa el canvi de data (exactament un dia). Passar la línia d'Est a Oest fa que la data canvïi l'endemà (pèrdua d'un dia); i a l'inrevés, travessar-la d'Oest a Est, fa guanyar un dia.
Aquesta línia passa per l'estret de Bering, entre Alaska i Sibèria, per la qual cosa ambdós tenen diferents dates, però la major part del recorregut transcorre pel mig de l'oceà. Amb l'objectiu que els nombrosos estats insulars formats per arxipèlags no tinguessin fusos horaris diferents, s'ha adaptat la línia de canvi de data a la geografia de l'indret, raó pel qual no és recta i no sempre segueix el meridià 180°.
La necessitat de la seva existència respon al fet que a la Terra hi ha 24 fusos horaris a partir del meridià de Greenwich: 12 cap a l'est (amb cadascun dels quals s'afegeix una hora) i 12 cap a l'oest (amb cadascun es resta una hora). Així, per exemple, si al Regne Unit (per on passa el meridià de Greenwich) són les dotze del migdia, a Alaska són la una de la nit (acaben d'encetar el dia d'avui), i a l'extrem oriental de Rússia, que és a tocar d'Alaska, són les dotze de la nit però de l'endemà.

## Geografia

### Circumnavigant el planeta
Quan es viatja cap a l'oest els rellotges s'han de posar:
- una hora enrere per cada 15° de longitud creuada i
- un dia endavant després de creuar la línia internacional de canvi de data.

Quan es viatja cap a l'est els rellotges s'han de posar:
- una hora endavant per cada 15° de longitud creuada i
- un dia enrere després de creuar la línia internacional de canvi de data.

El geògraf àrab Abu-l-Fidà (1273–1331) va predir que els circumnavegadors acumularien un desplaçament d'un dia en data local. Aquest fenomen es va confirmar el 1522 al final de l'expedició de Magalhães-Elcano (1519-1522), primera circumnavegació amb èxit. Després de navegar cap a l'Oest per tot el món des d'Espanya, l'expedició va arribar dimecres, 9 de juliol de 1522 (hora del vaixell) a Cap Verd. Tanmateix, els locals li van dir que realment era dijous, 10 de juliol de 1522. La tripulació va quedar sorpresa, ja que havien enregistrat cada dia del viatge de tres anys sense omissió. El cardinal Gasparo Contarini, ambaixador venecià a Espanya, va ser el primer europeu que va donar una explicació correcta de la discrepància.

Una il·lustració simplificada de la relació entre línia de data, data i hora del dia. Cada color representa una data diferent.

### Descripció
La LICD es basa aproximadament en el meridià de 180° de longitud, aproximadament a la meitat de l'oceà Pacífic. En molts llocs, la LICD segueix exactament el meridià de 180°. En altres llocs, però, la LICD es desvia cap a l'est o l'oest d'aquest meridià. Aquestes desviacions varien segons les afiliacions polítiques i/o econòmiques de les zones afectades.
Procedint de nord a sud, la primera desviació de la LICD de 180° passa per l'est de l'Illa de Wrangel i la península de Txukotka, la part més oriental de la Sibèria russa. Passa a continuació per l'estret de Bering entre les Illes Diomedes a una distància de 1,5 km de cada illa a 168° 58′37 ″ W. Després es doblega considerablement a l'oest de 180°, passant a l'oest de l'illa de Sant Llorenç i de l'illa de Sant Mateu. La LICD creua entre les Illes Aleutianes (sent l'Illa Attu la més occidental) dels Estats Units i les Illes del Comandant, que pertanyen a Rússia. Després es torna a inclinar cap al sud-est per tornar a 180°. Així, tota Rússia es troba a l'oest de la LICD, i tots els Estats Units són a l'est excepte les zones insulars de Guam, les illes Marianes del Nord i les illes Wake.
La LICD es manté al meridià de 180° fins a passar l'equador. Dos atols deshabitats de propietat nord-americana, l'illa Howland i l'illa Baker, al nord de l'equador al centre de l'Oceà Pacífic (i els vaixells al mar entre 172,5° W i 180°), tenen l'hora més tardana al planeta (UTC- 12:00 hores).
La LICD circumscriu Kiribati girant cap a l'est, gairebé arribant al meridià 150° O. Les illes més orientals de Kiribati, les illes del sud de les illes de la Línia, al sud de Hawaii, tenen l'hora més avançada a la Terra, UTC+ 14:00. Al sud de Kiribati, la LICD torna cap a l'oest, però es manté a l'est de 180°, passant entre Samoa i la Samoa americana.
En gran part d'aquesta zona, la LICD segueix el meridià 165° O. En conseqüència, Samoa, Tokelau, Wallis i Futuna, Fiji, Tonga, Tuvalu, i les illes Kermadec i Illes Chatham de Nova Zelanda es troben a l'oest de la LICD i tenen la mateixa data. Samoa americana, les Illes Cook, Niue i Polinèsia Francesa es troben a l'est de la LICD i un dia després.
La LICD després es doblega cap al sud-oest per tornar a 180°. Segueix aquest meridià fins a arribar a Antàrtida, que té multiples zones horàries. Convencionalment, la LICD no està inclosa a l'Antàrtida a la majoria de mapes.